# 팔색성
팔색성(일본어: 八色の姓 やくさのかばね[*])은 덴무 천황이 684년 새로이 제정한 여덟 가지의 성을 말한다. 마히토(真人), 아손(朝臣), 스쿠네(宿禰), 이미키(忌寸), 미치노시(道師), 오미(臣), 무라지(連), 이나기(稲置)가 있다.